# Buick LeSabre
O LeSabre é um sedan de porte grande da Buick.

## Galeria das Gerações[1]

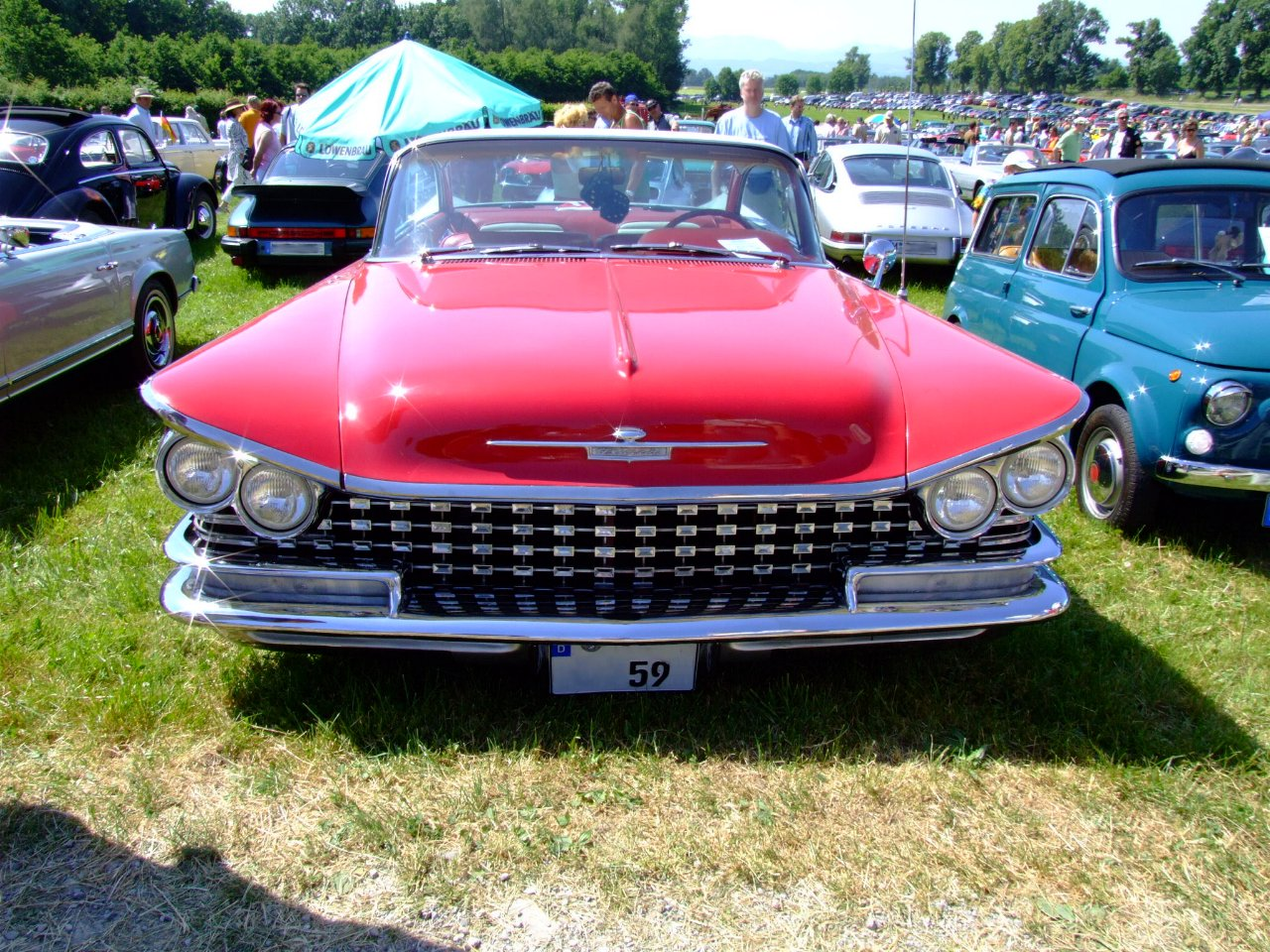
Buick LeSabre 1ª geração 1959-1960
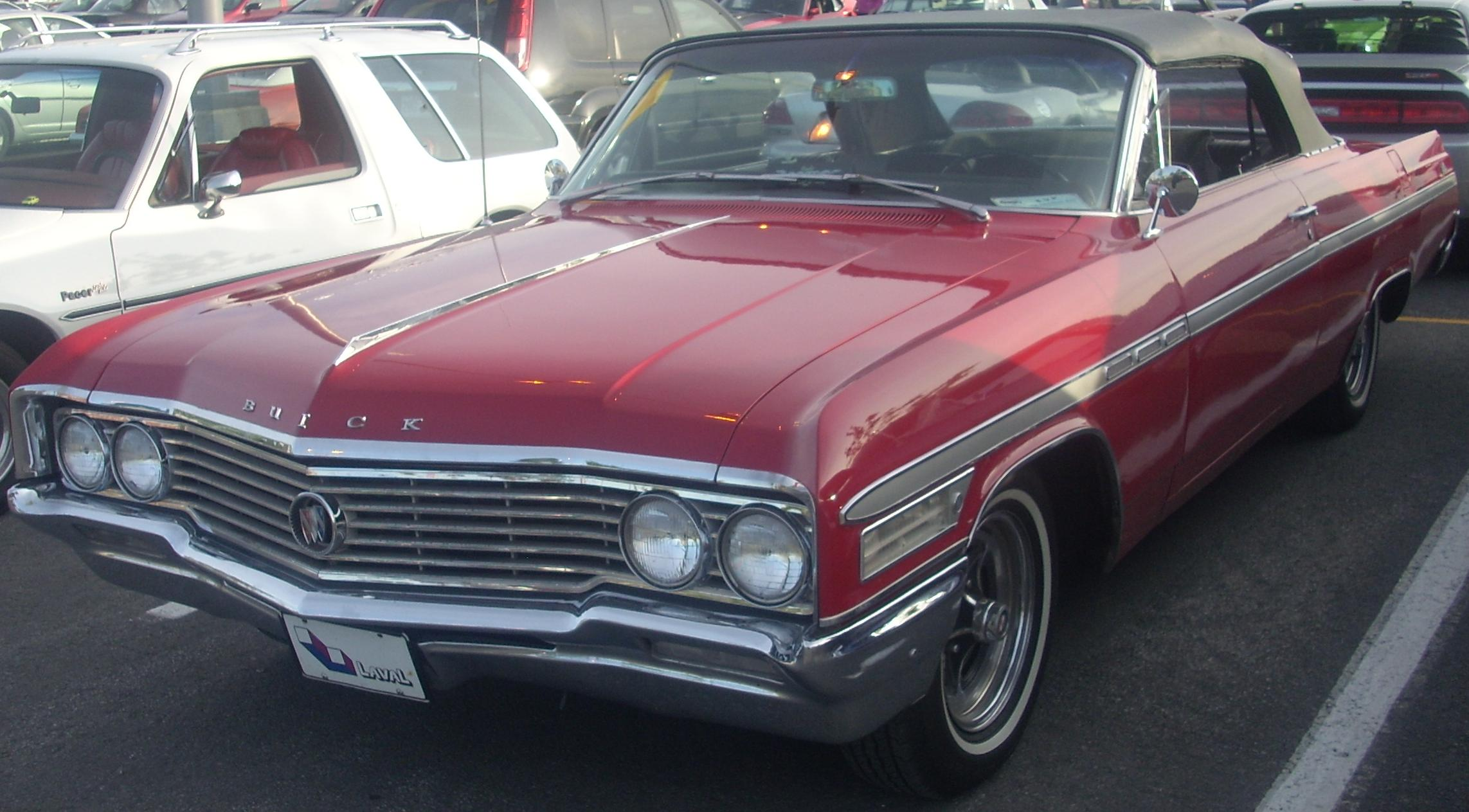
Buick LeSabre 2ª geração 1961-1964
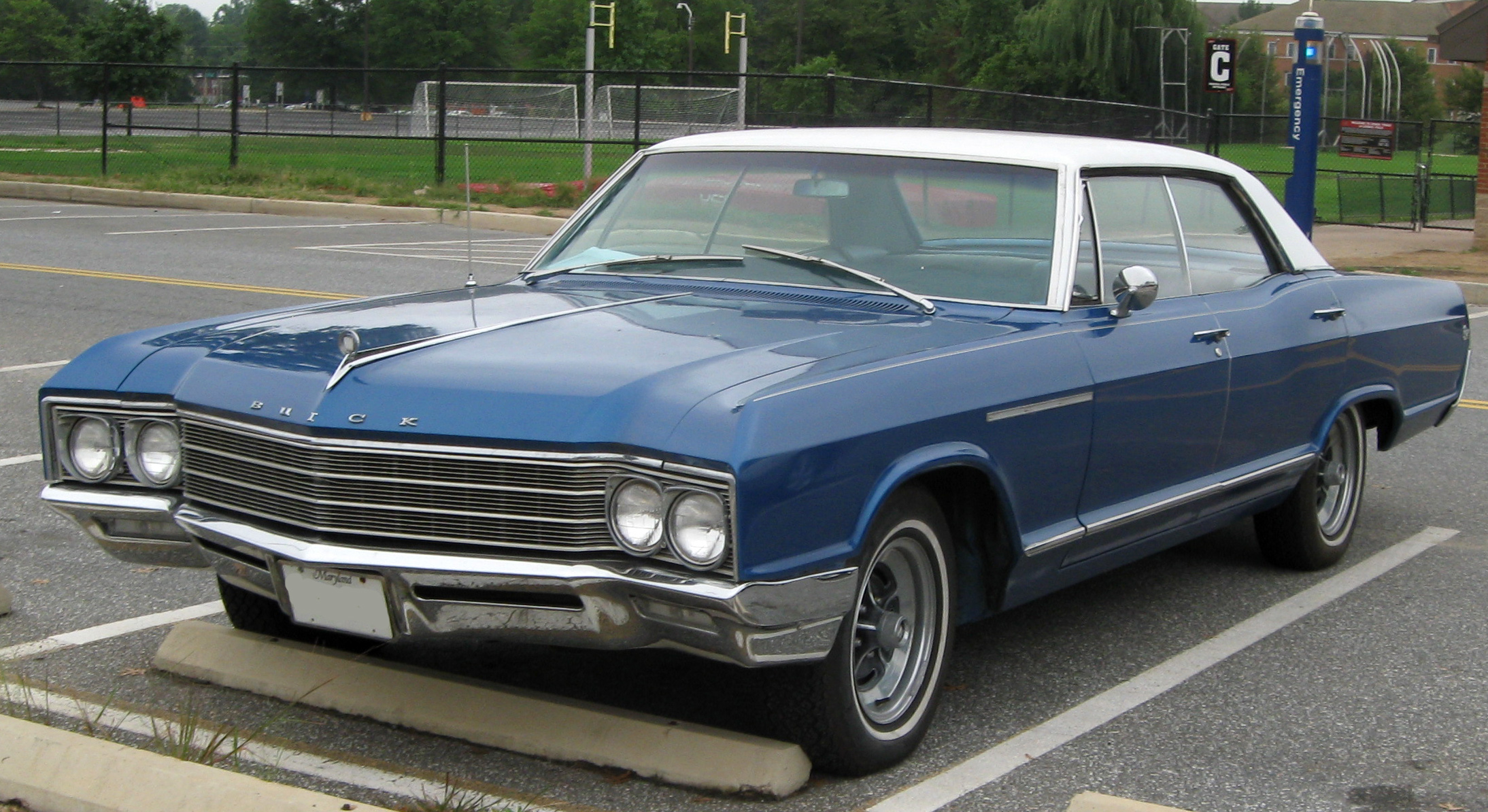
Buick LeSabre 3ª geração 1965-1970
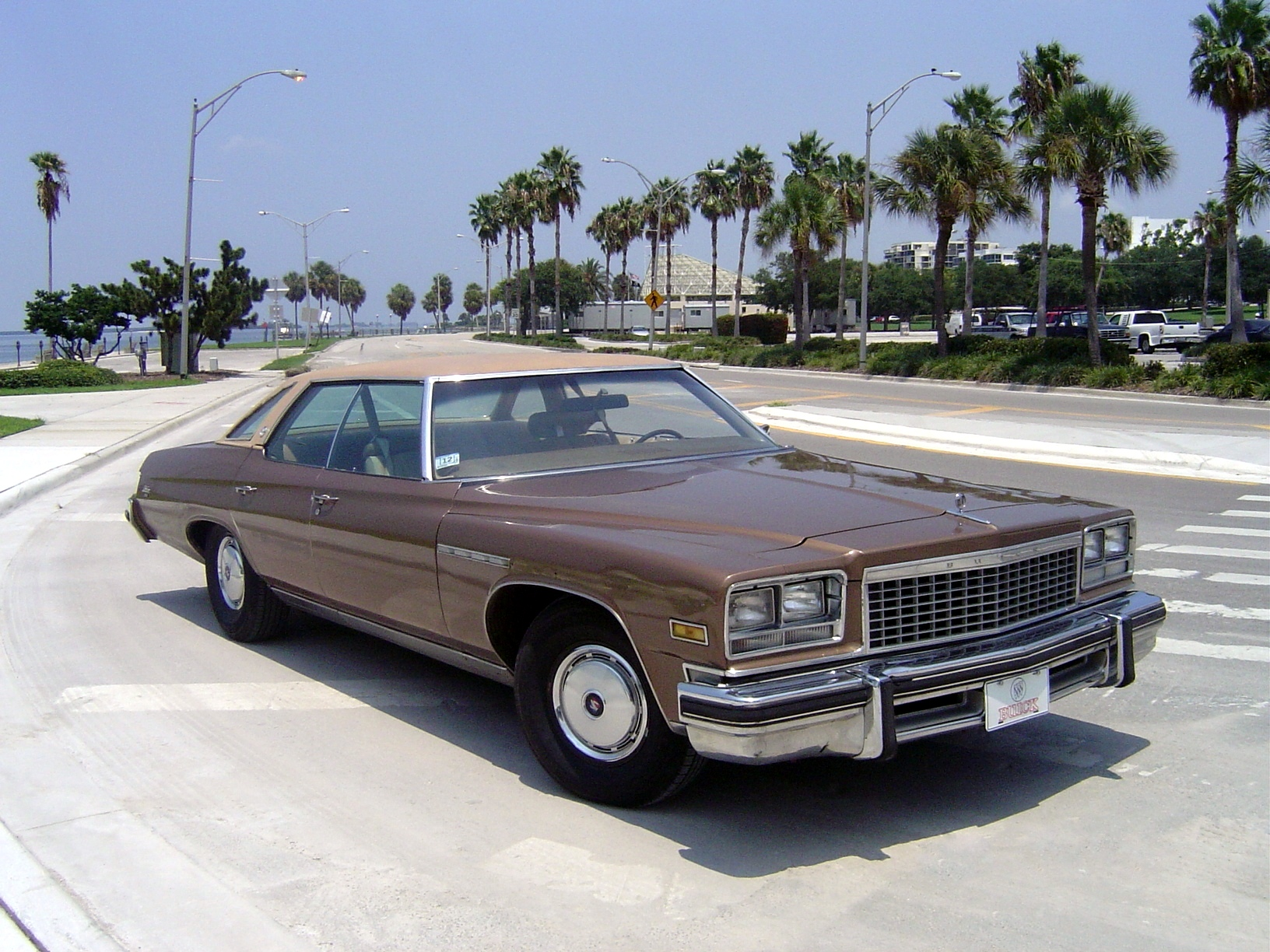
Buick LeSabre 4ª geração 1971-1976
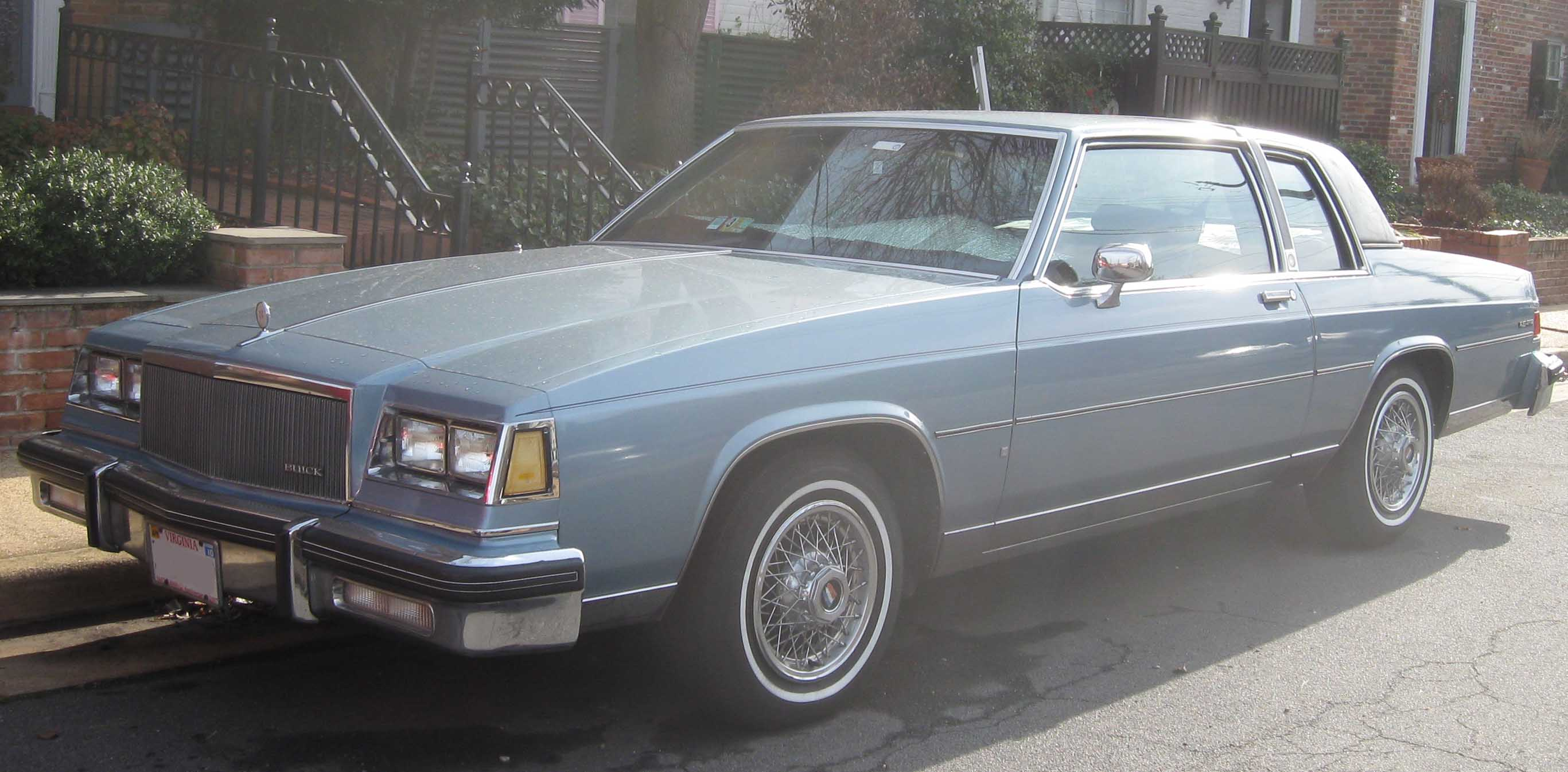
Buick LeSabre 5ª geração 1977-1985
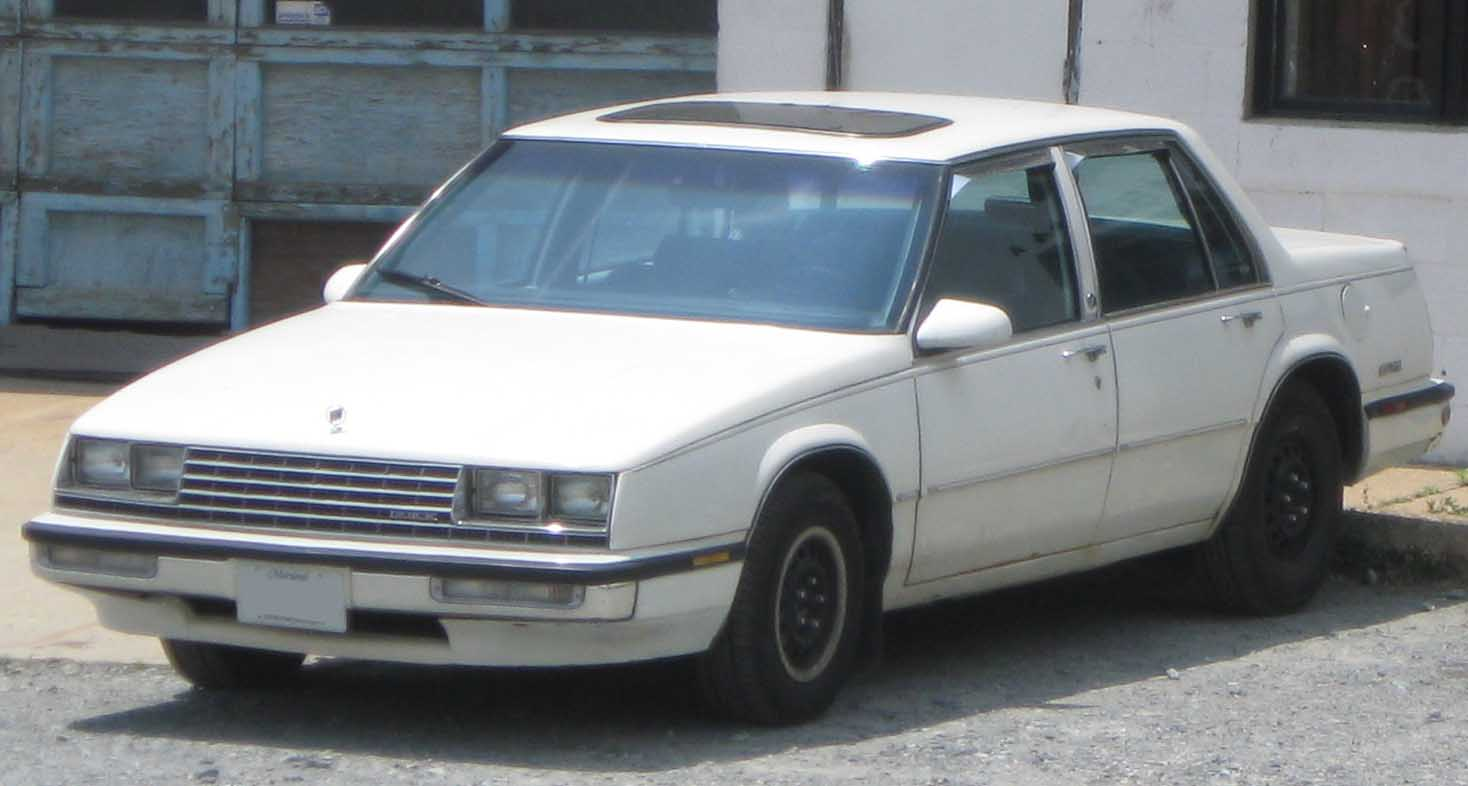
Buick LeSabre 6ª geração 1986-1991
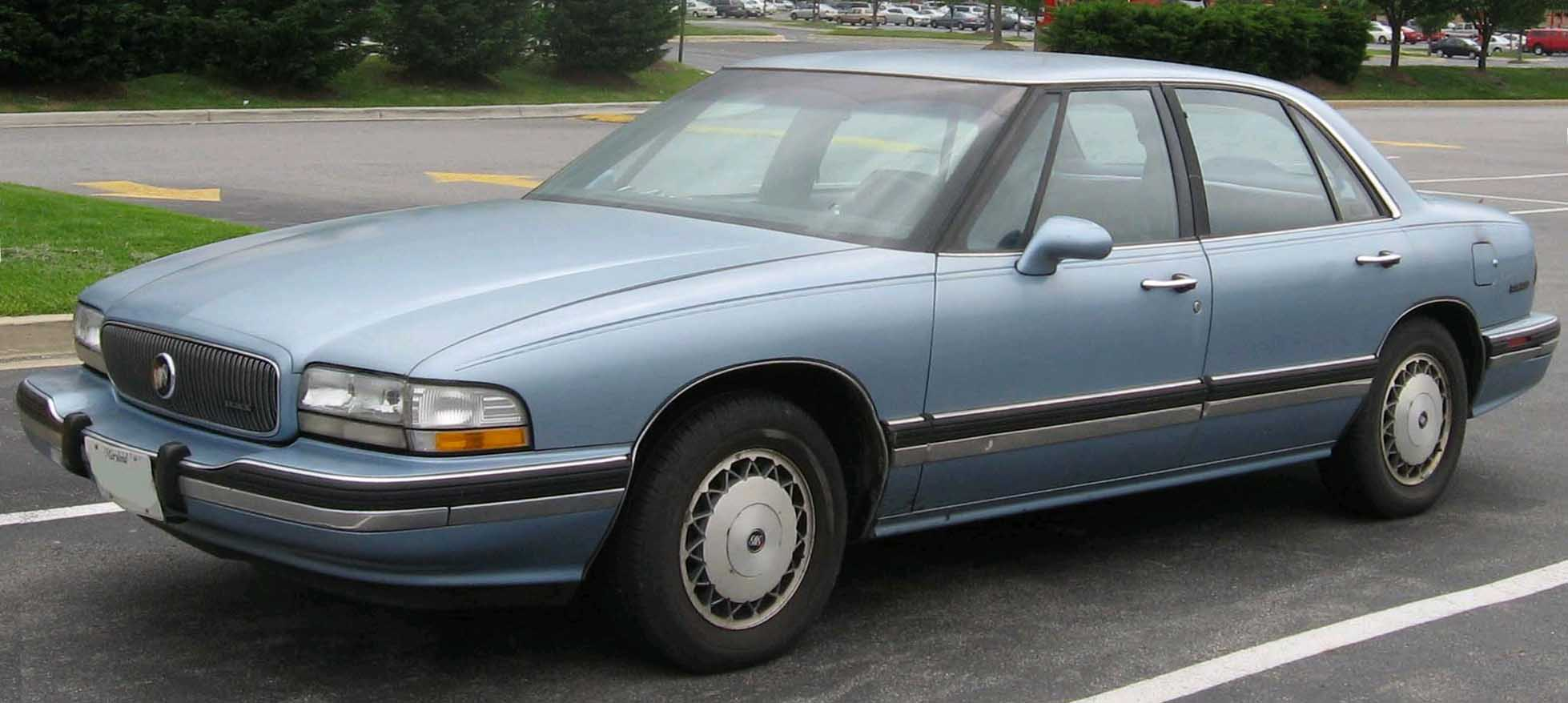
Buick LeSabre 7ª geração 1992-1999
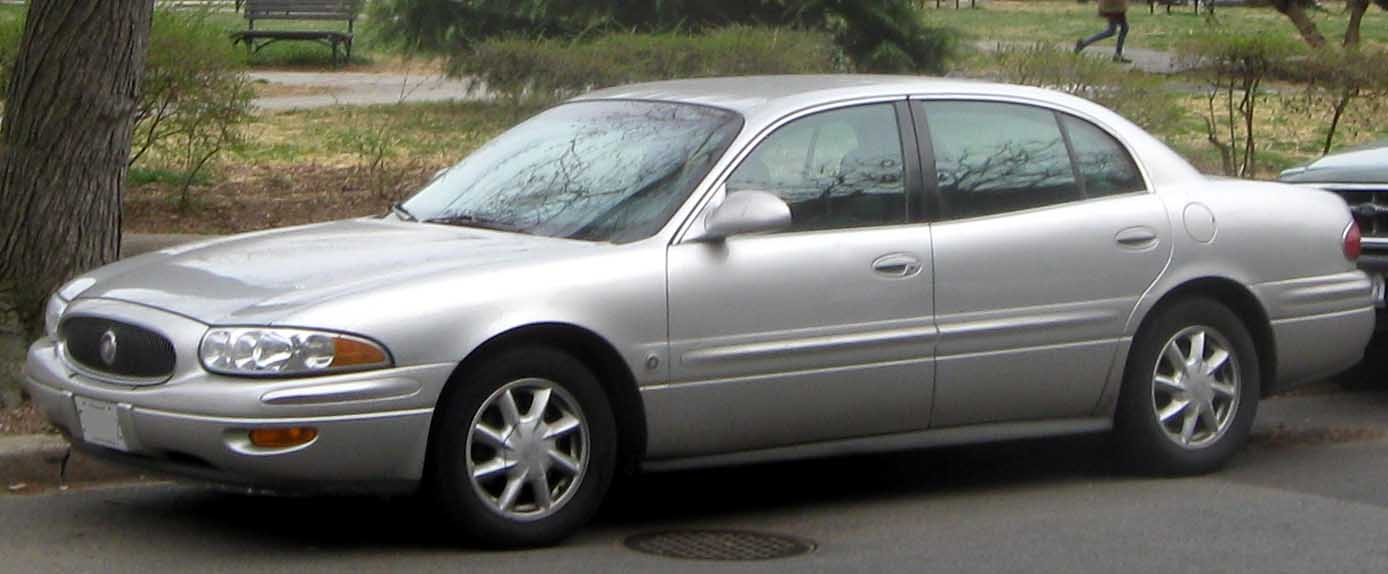
Buick LeSabre 8ª geração 2000-2005